# مسجد سرسنگ (سبزوار)
مسجد سرسنگ مربوط به اواخر دوره قاجار است و در سبزوار، چهارراه رضوی، نبش کوچهٔ سرسنگ، روبروی آب‌انبار سرسنگ واقع شده و این اثر در تاریخ ۲۴ اسفند ۱۳۸۴ با شمارهٔ ثبت ۱۵۲۵۲ به‌عنوان یکی از آثار ملی ایران به ثبت رسیده است.